# Malo Konjari
Malo Konjari (makedonska: Мало Коњари) är en ort i Nordmakedonien. Den ligger i kommunen Prilep, i den centrala delen av landet, 70 kilometer söder om huvudstaden Skopje. Malo Konjari ligger 616 meter över havet och antalet invånare är 829.